# 318年
| 千纪： | 1千纪                                                                                                |
| 世纪： | 3世纪 \| 4世纪 \| 5世纪                                                                              |
| 年代： | 280年代 \| 290年代 \| 300年代 \| 310年代 \| 320年代 \| 330年代 \| 340年代                            |
| 年份： | 313年 \| 314年 \| 315年 \| 316年 \| 317年 \| 318年 \| 319年 \| 320年 \| 321年 \| 322年 \| 323年      |
| 纪年： | 戊寅年（虎年）；成汉玉衡八年；前赵麟嘉三年，汉昌元年，光初元年；东晋建武二年，大兴元年；前凉建兴六年 |

## 大事记
- 中国
  - 三月丙辰（4月26日）——琅邪武王司馬伷之孫、琅邪恭王司馬覲之子司馬睿即帝位，為晉元帝。
  - 8月31日——漢昭武帝劉聰去世，漢隱帝劉粲即位，立靳氏為皇后，靳氏所生的兒子劉元公為皇太子。
  - 匈奴貴族靳準殺死劉聰子劉粲及其家族，自立為漢天王，部眾內訌殺靳准，推舉靳准從弟靳明為盟主。劉聰族弟劉曜在長安稱帝，改國號為「趙」，史稱前趙，消滅了靳氏，石勒得知後也於襄國稱趙王，史稱後趙，雙方決裂。
  - 成梁州刺史李凤据巴西反成。
  - 東晉大將軍王敦命鮮卑人段匹磾假皇帝命殺死劉琨，使得大批胡人和漢人投奔邵續、段末柸或石勒，導致實力大減。
  - 段部鮮卑首領段就六眷去世後，因其子尚年幼，叔父段涉復辰自行宣布繼位，段就六眷之弟段匹磾回遼西國奔兄長之喪，遭段末柸宣稱為率兵奪位，段涉復辰遂發兵拒之，段末柸乘虛襲殺段涉復辰，自稱單于。

## 出生
- 刘皇后 (石虎)

## 逝世
- 2月7日——晉愍帝，西晋末代皇帝，卒時18歲，（300年出生）。
- 6月22日——劉琨，西晋末年、十六国时期政治家、文学家、音乐家、军事家，曾经在晋阳武装割据了近十年，对抗周围的游牧民族。
- 8月31日——刘聪，汉赵国王。
- 9月——刘粲，汉赵国王。
- 靳準，十六國時漢趙的大臣，生有劉聰上皇后靳月光、劉聰右皇后靳月華、劉粲皇后靳氏。
- 段就六眷，十六國時期段部鮮卑的首領，遼西公，前任首領段務目塵之子。
- 段涉復辰，十六國時期段部鮮卑的首領，遼西公，段務目塵之弟，前任首領段就六眷之叔父。